# Siltabeek
Siltabeek (Zweeds – Fins: Siltaoja) is een beek, die stroomt in de Zweedse  gemeente Pajala. De rivier verzorgt de afwatering van een plaatselijke moeras, stoomt naar het oosten en stroomt na drie kilometer de Merasrivier in.
Afwatering: Siltabeek → Merasrivier → Muonio → Torne → Botnische Golf